# أتمرم سدشف جيكر
أَتمَرَم سَدَشِڤ گْرَندِن/گْروڤِنْدِن جَيَكَر (بالكتابة اللاتينية: Atmaram Sadashiv Grandin/Grovindin Jayakar (1844–1911) المعروف أيضًا باسم Muscati «مسقطي»، كان عالمًا في التاريخ الطبيعي وطبيبًا عسكريًّا وإداريًّا استعماريًّا في الإمبراطورية البريطانية. بدأ جيكر الذي كان في الأصل من مجتمع Pathare Prabhu دراسته في الهند حيث حصل على بكالوريوس الطب والجراحة، ثم ذهب إلى إنجلترا لإكمال دراسته الطبية. في وقت لاحق، عاد إلى الهند للعمل في الخدمة الطبية الهندية، حيث حصل في النهاية على رتبة مقدم. في عام 1873، أرسلته الإمبراطورية البريطانية إلى سلطنة مسقط وعمان (دولة عربية كانت تحت الحماية البريطانية) للتعامل مع صحة سكان مسقط، حيث كان قد خدم السلطان تركي بن سعيد كطبيب شخصي له. كان عميلًا سياسيًّا من 2 آذار 1889 إلى 30 آذار 1889، ومرة أخرى من 29 آذار 1890 إلى 30 تشرين الثاني 1890، والقنصل بالوكالة من 14 تشرين الأول 1891 إلى 27 تشرين الثاني 1892، ومرة أخرى من 19 نيسان 1895 إلى 22 أيار 1895، ومرة أخرى من 12 حزيران 1897 حتى 15 أيلول 1897
متمركزًا في عمان، بدأ جيكر يهتم بالحياة الحيوانية، ودرس وعرَّف العديد من الأنواع الحيوية لما يقرب من الثلاثين عامًا، بما في ذلك نوع من الطهر (الطهر العربي) الذي يحمل اسمه الآن، Arabitragus jayakari، بالإضافة إلى اثنين وعشرين نوعًا جديدًا من الأسماك (بما في ذلك Hippocampus jayakari المسمى باسمه)، نوعان من الثعابين (بما فيهم Eryx jayakari)، وكذلك السحالي (بما فيهم Omanosaura jayakari) واللافقاريات (بما في ذلكHottentotta jayakari). كما قدم مساهمات في اللسانيَّات، حيث ساهم برسم تخطيطي نحوي من جزأين ومعجم كلمات للهجة العربية العمانية، "The O'mánee Dialect of Arabic" («اللهجة العمانية للغة العربية») إلى مجلة الجمعية الملكية الآسيوية عام 1889، ورسمًا نحويًا للهجة الشحية، "The Shahee dialect of Arabic" («لهجة الشحي للغة العربية»، لمجلة فرع بومباي للجمعية الملكية الآسيوية عام 1904، بالإضافة إلى مجموعة بعنوان "Omani Proverbs" («أمثال عمانية» عام 1900 (نُشر بعد وفاته ككتاب عام 1987). كما ساهم في منشورات الحكومة الهندية بتقارير طبية مثل «الطبوغرافيا الطبية في مسقط» عام 1877، و «تقرير عن وباء الكوليرا الأخير في مسقط ومطرح» في عام 1900.